# Yumyeongsan
Yumyeongsan (koreanska: 유명산) är ett berg i Sydkorea.   Det ligger i provinsen Gyeonggi, i den norra delen av landet, 40 km öster om huvudstaden Seoul. Toppen på Yumyeongsan är 864 meter över havet, eller 356 meter över den omgivande terrängen. Bredden vid basen är 7,2 km. Yumyeongsan ingår i Jangnaksanmaek.
Terrängen runt Yumyeongsan är huvudsakligen kuperad. Runt Yumyeongsan är det ganska tätbefolkat, med 96 invånare per kvadratkilometer. Närmaste större samhälle är Yangp'yŏng, 9,5 km söder om Yumyeongsan. I omgivningarna runt Yumyeongsan växer i huvudsak blandskog.